# شبکه کمری‌خاجی
شبکه کمری-خاجی شامل بخش‌های پیشین عصب‌های خاجی، عصب‌های کمری و عصب‌های دنبالچه‌ای می‌باشد، که در آن عصب ۱۲ پشتی با عصب ۱ کمری به هم می‌پیوندند. شایع‌ترین آسیب‌های مربوط به شبکه کمری-خاجی شامل تنه‌ی کمری-خاجی و عصب‌های دنبالچه‌ای می‌شود که در اصل حاصل جابجایی استخوان‌های پیرامونشان در اثر ضربه هستند.

## نگارخانه

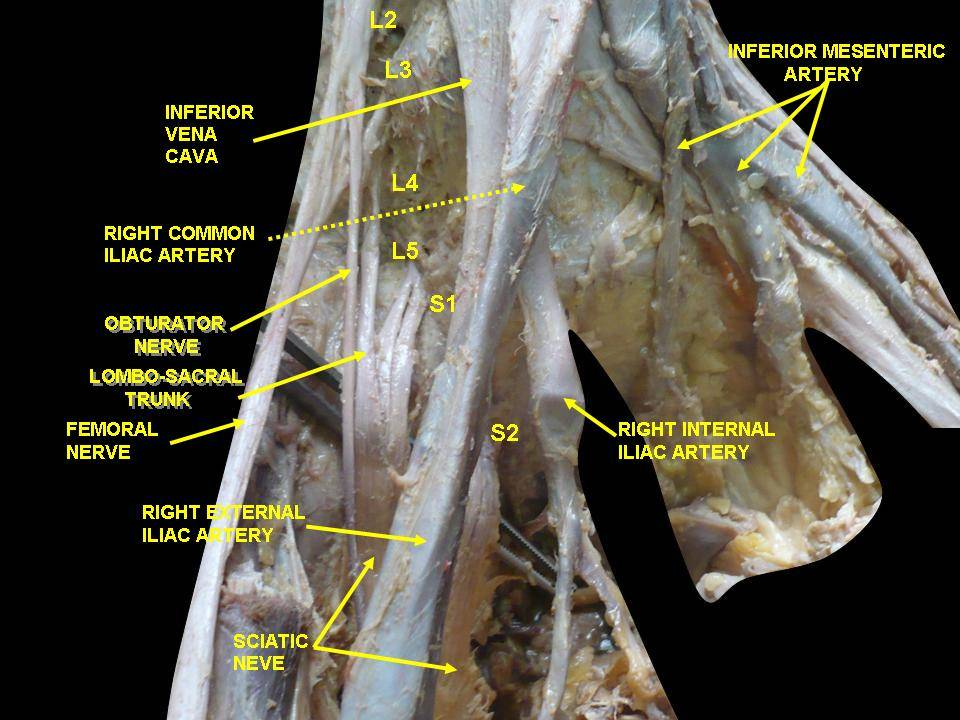
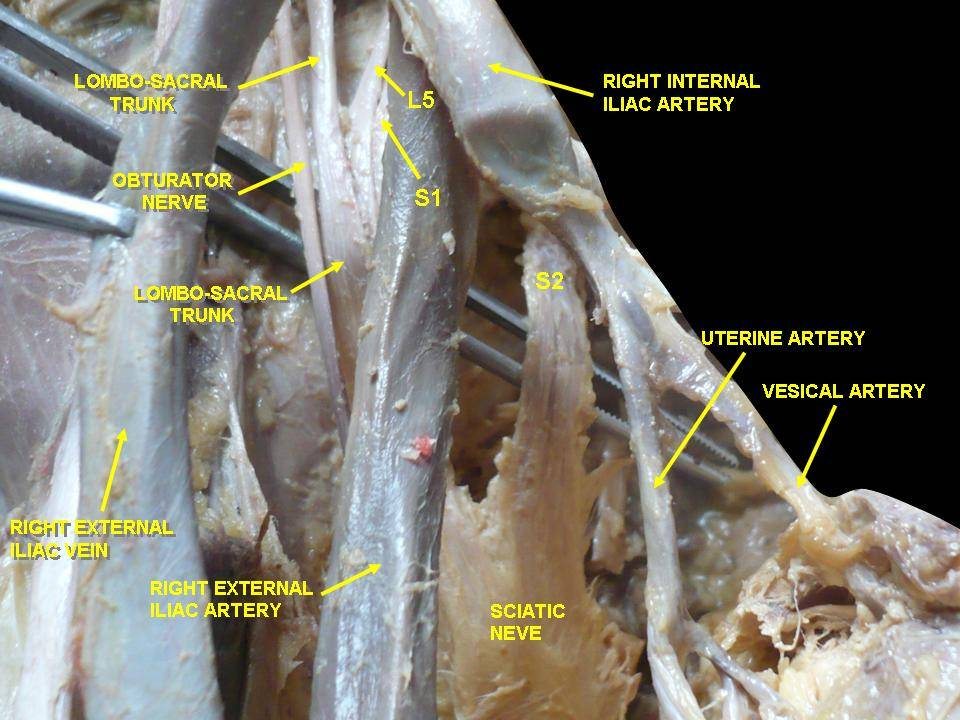